# Volta a Cataluña 1966
La Volta a Cataluña 1966 fue la 46.ª edición de la Volta a Cataluña. Se disputó en 9 etapas del 11 al 18 de septiembre de 1967 con un total de 1.316 km. El vencedor final fue el holandés Arie den Hartog del equipo Ford France por delante de los franceses Jacques Anquetil y de Paul Gutty del Grammont-Tigra.
La séptima etapa estaba dividida en dos sectores. El segundo sector de ésta con final en Lloret de Mar, era un contrarreloj.

## Etapas
| Etapa | Fecha            | Ciudades de etapa                          | km    | Vencedor de la etapa | Líder de la general |
| ----- | ---------------- | ------------------------------------------ | ----- | -------------------- | ------------------- |
| 1.ª   | 11 de septiembre | Sabadell – Barcelona                       | 80,0  | Walter Godefroot     | Walter Godefroot    |
| 2.ª   | 11 de septiembre | Barcelona – Cambrils                       | 114,0 | Walter Godefroot     | Walter Godefroot    |
| 3.ª   | 12 de septiembre | Cambrils – San Carlos de la Rápita         | 131,0 | Anatole Novak        | Anatole Novak       |
| 4.ª   | 13 de septiembre | San Carlos de la Rápita - Tarragona        | 156,0 | Walter Godefroot     | Anatole Novak       |
| 5.ª   | 14 de septiembre | Tarragona - La Massana                     | 212,0 | Arie den Hartog      | Arie den Hartog     |
| 6.ª   | 15 de septiembre | La Massana - Colliure                      | 196,0 | Julien Stevens       | Arie den Hartog     |
| 7.ª A | 16 de septiembre | Colliure - San Felíu de Guixols            | 86,0  | Walter Godefroot     | Arie den Hartog     |
| 7.ª B | 16 de septiembre | San Felíu de Guixols – Lloret de Mar (CRI) | 43,0  | Jacques Anquetil     | Arie den Hartog     |
| 8.ª   | 17 de septiembre | Lloret de Mar - Vallpineda                 | 156,0 | Eric Demunster       | Arie den Hartog     |
| 9.ª   | 18 de septiembre | Vallpineda - Barcelona                     | 90,0  | Walter Godefroot     | Arie den Hartog     |

### 1.ª etapa[1]
11-09-1966: Sabadell – Barcelona, 80,0:
|   | Ciclista            | Equipo              | Tiempo     |
| - | ------------------- | ------------------- | ---------- |
| 1 | Walter Godefroot    | Wiel's-Groene Leeuw | 1h 53' 55" |
| 2 | Frans Verbeeck      | Wiel's-Groene Leeuw | m. t.      |
| 3 | Gregorio San Miguel | Kas                 | m. t.      |

|   | Ciclista            | Equip               | Temps      |
| - | ------------------- | ------------------- | ---------- |
| 1 | Walter Godefroot    | Wiel's-Groene Leeuw | 1h 53' 55" |
| 2 | Frans Verbeeck      | Wiel's-Groene Leeuw | m. t.      |
| 3 | Gregorio San Miguel | Kas                 | m. t.      |

### 2.ª etapa
11-09-1966: Barcelona – Cambrils, 144,0 km.:
|   | Ciclista         | Equipo              | Tiempo     |
| - | ---------------- | ------------------- | ---------- |
| 1 | Walter Godefroot | Wiel's-Groene Leeuw | 2h 41' 18" |
| 2 | Paul Lemeteyer   | Ford France         | m. t.      |
| 3 | Frans Verbeeck   | Wiel's-Groene Leeuw | m. t.      |

|   | Ciclista         | Equipo              | Tiempo     |
| - | ---------------- | ------------------- | ---------- |
| 1 | Walter Godefroot | Wiel's-Groene Leeuw | 4h 35' 13" |
| 2 | Frans Verbeeck   | Wiel's-Groene Leeuw | m. t.      |
| 3 | Paul Lemeteyer   | Ford France         | m. t.      |

### 3.ª etapa
12-09-1966: Cambrils – San Carlos de la Rápita, 131,0 km.:
|   | Ciclista                 | Equipo         | Tiempo     |
| - | ------------------------ | -------------- | ---------- |
| 1 | Anatole Novak            | Ford France    | 3h 14' 48" |
| 2 | Bernard Van De Kerckhove | Ford France    | + 01"      |
| 3 | Paul Gutty               | Grammont-Tigra | + 03"      |

|   | Ciclista                 | Equipo         | Tiempo     |
| - | ------------------------ | -------------- | ---------- |
| 1 | Anatole Novak            | Ford France    | 7h 50' 01" |
| 2 | Bernard Van De Kerckhove | Ford France    | + 01"      |
| 3 | Paul Gutty               | Grammont-Tigra | + 03"      |

### 4.ª etapa[2]
13-09-1966: San Carlos de la Rápita - Tarragona, 156,0 km.:
|   | Ciclista         | Equipo              | Tiempo     |
| - | ---------------- | ------------------- | ---------- |
| 1 | Walter Godefroot | Wiel's-Groene Leeuw | 4h 44' 39" |
| 2 | Michael Wright   | Wiel's-Groene Leeuw | m. t.      |
| 3 | Noël De Pauw     | Solo-Superia        | m. t.      |

|   | Ciclista                 | Equipo         | Tiempo      |
| - | ------------------------ | -------------- | ----------- |
| 1 | Anatole Novak            | Ford France    | 12h 34' 40" |
| 2 | Bernard Van De Kerckhove | Ford France    | + 01"       |
| 3 | Paul Gutty               | Grammont-Tigra | + 03"       |

### 5.ª etapa[3]
14-09-1966: Tarragona - La Massana, 212,0 km. :
|   | Ciclista             | Equipo      | Tiempo     |
| - | -------------------- | ----------- | ---------- |
| 1 | Arie den Hartog      | Ford France | 6h 12' 37" |
| 2 | Vicente López Carril | Kas         | m. t.      |
| 3 | Jaime Alomar         | Fagor       | + 1' 02"   |

|   | Ciclista             | Equipo      | Tiempo      |
| - | -------------------- | ----------- | ----------- |
| 1 | Arie den Hartog      | Ford France | 18h 47' 26" |
| 2 | Vicente López Carril | Kas         | m. t.       |
| 3 | Jaime Alomar         | Fagor       | + 1' 02"    |

### 6.ª etapa[4]
15-09-1966: La Massana - Colliure, 196,0 km. :
|   | Ciclista         | Equipo              | Tiempo     |
| - | ---------------- | ------------------- | ---------- |
| 1 | Julien Stevens   | Solo-Superia        | 5h 23' 08" |
| 2 | Paul Lemeteyer   | Ford France         | + 38"      |
| 3 | Walter Godefroot | Wiel's-Groene Leeuw | m. t.      |

|   | Ciclista             | Equipo      | Tiempo      |
| - | -------------------- | ----------- | ----------- |
| 1 | Arie den Hartog      | Ford France | 24h 11' 12" |
| 2 | Vicente López Carril | Kas         | m. t.       |
| 3 | Jaime Alomar         | Fagor       | + 1' 02"    |

### 7.ª etapa A[5]
16-09-1966: (7A Colliure - San Felíu de Guixols 86 km) y (7B San Felíu de Guixols – Lloret de Mar 43 km CRI):
| Resultado de la 7ª etapa A \| \| Ciclista \| Equipo \| Tiempo \| \| - \| ----------------------- \| ------------------- \| ---------- \| \| 1 \| Walter Godefroot \| Wiel's-Groene Leeuw \| 3h 48' 45" \| \| 2 \| Antonio Gómez del Moral \| Kas \| m. t. \| \| 3 \| Jean Stablinski \| Ford France \| + 02" \| |                         |                     |            |
| | Ciclista                | Equipo              | Tiempo     |
| 1 | Walter Godefroot        | Wiel's-Groene Leeuw | 3h 48' 45" |
| 2 | Antonio Gómez del Moral | Kas                 | m. t.      |
| 3 | Jean Stablinski         | Ford France         | + 02"      |

### 7.ª etapa B
13-09-1968: Figueras – Rosas, 45,0 km. (CRI):
|   | Ciclista           | Equipo                        | Tiempo     |
| - | ------------------ | ----------------------------- | ---------- |
| 1 | Jacques Anquetil   | Ford France (equipo ciclista) | 1h 02' 37" |
| 2 | José Pérez Francés | Ferrys                        | + 2' 25"   |
| 3 | Arie den Hartog    | Ford France                   | + 2' 28"   |

|   | Ciclista         | Equipo         | Tiempo      |
| - | ---------------- | -------------- | ----------- |
| 1 | Arie den Hartog  | Ford France    | 29h 05' 29" |
| 2 | Jacques Anquetil | Ford France    | + 1' 23"    |
| 3 | Paul Gutty       | Grammont-Tigra | + 2' 07"    |

### 8.ª etapa[6]
17-09-1966: Condado de Jaruco - Vallpineda, 156,0 km.:
|   | Ciclista         | Equipo              | Tiempo     |
| - | ---------------- | ------------------- | ---------- |
| 1 | Eric Demunster   | Wiel's-Groene Leeuw | 4h 28' 53" |
| 2 | Walter Godefroot | Wiel's-Groene Leeuw | + 5' 06"   |
| 3 | Paul Lemeteyer   | Ford France         | m. t.      |

|   | Ciclista         | Equipo         | Tiempo      |
| - | ---------------- | -------------- | ----------- |
| 1 | Arie den Hartog  | Ford France    | 33h 39' 31" |
| 2 | Jacques Anquetil | Ford France    | + 1' 23"    |
| 3 | Paul Gutty       | Grammont-Tigra | + 2' 07"    |

### 9.ª etapa[7]
18-09-1966: Vallpineda - Barcelona, 90,0 km.:
|   | Ciclista         | Equipo              | Tiempo     |
| - | ---------------- | ------------------- | ---------- |
| 1 | Walter Godefroot | Wiel's-Groene Leeuw | 2h 07' 33" |
| 2 | Jaime Alomar     | Fagor               | m. t.      |
| 3 | Michael Wright   | Wiel's-Groene Leeuw | m. t.      |

|   | Ciclista         | Equipo         | Tiempo      |
| - | ---------------- | -------------- | ----------- |
| 1 | Arie den Hartog  | Ford France    | 35h 47' 04" |
| 2 | Jacques Anquetil | Ford France    | + 1' 23"    |
| 3 | Paul Gutty       | Grammont-Tigra | + 2' 07"    |

## Clasificación General
|    | Ciclista                | Equipo         | Tiempo      |
| -- | ----------------------- | -------------- | ----------- |
|    | Arie den Hartog         | Ford France    | 35h 47' 04" |
| 2  | Jacques Anquetil        | Ford France    | + 1' 23"    |
| 3  | Paul Gutty              | Grammont-Tigra | + 2' 07"    |
| 4  | Vicente López Carril    | Kas            | + 2' 17"    |
| 5  | Ginés García            | Fagor          | + 2' 29"    |
| 6  | Antonio Gómez del Moral | Kas            | + 2' 48"    |
| 7  | Joaquín Galera          | Kas            | + 2' 53"    |
| 8  | Jaime Alomar            | Fagor          | + 3' 11"    |
| 9  | José Pérez Francés      | Ferrys         | + 3' 18"    |
| 10 | Mariano Díaz            | Fagor          | + 3' 55"    |

## Clasificaciones secundarias
|   | Ciclista         | Equipo      | Puntos    |
| - | ---------------- | ----------- | --------- |
| 1 | Joaquín Galera   | Kas         | 34 puntos |
| 2 | Aurelio González | Kas         | 28 puntos |
| 3 | Julio Jiménez    | Ford France | 25 puntos |

|   | Ciclista          | Equipo          | Puntos    |
| - | ----------------- | --------------- | --------- |
| 1 | Carlos Echeverría | Kas             | 24 puntos |
| 2 | Ramón Sáez        | Ferrys          | 17 puntos |
| 3 | José Segú         | Ondina-Libertas | 17 puntos |

|   | Ciclista         | Equipo              | Puntos   |
| - | ---------------- | ------------------- | -------- |
| 1 | Walter Godefroot | Wiel's-Groene Leeuw | 64 punts |
| 2 | Paul Lemeteyer   | Ford France         | 43 punts |
| 3 | Michael Wright   | Wiel's-Groene Leeuw | 39 punts |

|   | Equipo      | Nacionalidad | Tiempo       |
| - | ----------- | ------------ | ------------ |
| 1 | Kas         | España       | 143h 20' 48" |
| 2 | Ford France | Francia      | + 1' 20"     |
| 3 | Fagor       | España       | + 1' 58"     |